# Torre Blava (Figueres)
La Torre Blava és un edifici modernista del municipi de Figueres (Alt Empordà) protegit com a bé cultural d'interès local. L'any 1999 aquest edifici va ser rehabilitat integralment com a comerç i habitatge unifamiliar

## Descripció
És un edifici situat a la part alta de la ciutat, a prop de la clínica Santa Creu. És una casa aïllada amb un gran jardí, de planta baixa, pis i golfes. La planta baixa té diferents obertures a cada costat, totes elles amb petit teulat a sobre. Això es repeteix amb les obertures del primer pis, però en aquestes a més apareix sota les obertures un test adossat a la paret en ceràmica blava. Al pis de les golfes hi ha una decoració en ceràmica blava sota el voladís de la coberta a dues vessants. Cal no oblidar que una de les cares de la casa té un pis més en alçada fet que li dona la sensació de torre. Totes les motllures, teules i elements ceràmics són en color blau.